# Belutti
Bruno Belucci Pereira, mais conhecido como Belutti (São Paulo, 7 de novembro de 1981), é um cantor brasileiro que integra a dupla sertaneja Marcos & Belutti.

## Biografia e carreira

### Início de vida
Belutti é filho de Rose Mary Belucci e Claudio da Silva Pereira, conhecido como "Belutão", e possui três irmãos chamados Janaína Belucci, Juliana Belucci e Rodrigo Belucci. 

### Primeiros trabalhos profissionais
Ele começou a cantar profissionalmente aos 12 anos de idade, se apresentando em shows de música sertaneja por todo Brasil e participou de um programa chamado Dó Re Mi. Aos 13 anos, Belutti foi integrante do Grupo Comando, uma boy band brasileira produzida pela Promoart, produtora de Gugu Liberato que teve sucesso "Vem Falar de Amor". Depois, ele saiu do grupo e integrou a banda de pop rock Twister.
Viveu a experiência de cantar na noite em bandas de baile nas casas noturnas de São Paulo e trabalhou com dublagens, onde tem um imenso talento com interpretações vocais e criação de vozes, tanto de cantores como de personagens como Leonardo, Eduardo Costa, Selton Mello, Pato Donald, Marrone (da dupla Bruno & Marrone) e Tiririca, o que naturalmente o conduziu a estúdios de gravação de jingles e trilhas.

### 2003–presente: Carreira posterior
Em 2003, fechou contrato com uma gravadora e gravou um CD independente, no estilo pop romântico, com músicas de sua autoria, aprimorando ainda mais o seu talento natural para compor e sua primeira dupla foi Bruno Belucci & Cristiano, até conhecer Leonardo Prado de Souza, que viria adotar o nome artístico de Marcos, e se tornaria seu novo parceiro de dupla.
Em 2020, Belutti passou a comandar o programa sertanejo #Arena Brahma, ao lado da influenciadora digital e ex-BBB Rafa Kalimann, idealizado pela Brahma e transmitido exclusivamente pela plataforma IGTV, nos perfis oficiais da marca e dos artistas no Instagram.
Em setembro do mesmo ano, foi convidado para participar do quadro Dança dos Famosos, do Domingão do Faustão, onde foi desclassificado por apresentar sintomas da COVID-19.

## Vida pessoal
É casado com a atriz Thaís Pacholek desde 2014 e o casal tem um filho chamado Luís Miguel.

## Discografia

### Com a dupla Marcos & Belutti

#### Álbuns de estúdio
- (2010) Nosso Lugar
- (2012) Cores
- (2017) Acredite

#### Álbuns ao vivo
- (2009) Ao Vivo
- (2011) Sem Me Controlar - Ao Vivo
- (2014) Acústico
- (2015) Acústico Tão Feliz
- (2018) 10 Anos - Ao Vivo
- (2019) Presente
- (2020) Cumpra-se

#### DVDs
- (2008) Ao Vivo
- (2011) Sem Me Controlar - Ao Vivo
- (2014) Acústico
- (2015) Acústico Tão Feliz
- (2018) 10 Anos - Ao Vivo
- (2019) Presente
- (2020) Cumpra-se

#### EPs
- (2018) 10 Anos - Ao Vivo
- (2019) Cumpra-se

#### Singles
| Ano  |                                                 | Paradas musicais | Álbum                      |
| Ano  | BRA                                             |                  | Álbum                      |
| ---- | ----------------------------------------------- | ---------------- | -------------------------- |
| 2009 | "Tudo No Olhar"                                 | 12               | Ao Vivo                    |
| 2009 | "Perdoa Amor"                                   | 32               | Ao Vivo                    |
| 2009 | "Silêncio"                                      | 19               | —                          |
| 2010 | "Você Não Me Faz Bem"                           | 20               | Ao Vivo                    |
| 2010 | "Será Que Vai Rolar?"                           | 34               | Nosso Lugar                |
| 2010 | "Sem Me Controlar"                              | 7                | Nosso Lugar                |
| 2011 | "Dupla Solidão"                                 | 14               | Sem Me Controlar - Ao Vivo |
| 2011 | "Nova Namorada"                                 | 12               | Sem Me Controlar - Ao Vivo |
| 2011 | "Desce do Salto" (part. Michel Teló)            | 15               | Sem Me Controlar - Ao Vivo |
| 2012 | "Amor Pra Vida Inteira"                         | 39               | Sem Me Controlar - Ao Vivo |
| 2012 | "I Love You"                                    | 12               | Cores                      |
| 2012 | "Amor de Madrugada"                             | 26               | Cores                      |
| 2013 | "Calma Aí" (part. Fernando & Sorocaba)          | 59               | —                          |
| 2013 | "Irracional"                                    | 78               | Acústico                   |
| 2013 | "Mentirosa"                                     | 18               | Acústico                   |
| 2014 | "Domingo de Manhã"                              | 2                | Acústico                   |
| 2014 | "Então Foge"                                    | 2                | Acústico Tão Feliz         |
| 2015 | "Poeira da Lua"                                 | 3                | Acústico Tão Feliz         |
| 2015 | "Aquele 1%" (part. Wesley Safadão)              | 1                | Acústico Tão Feliz         |
| 2016 | "Romântico Anônimo" (part. Fernando Zor)        | 1                | Acústico Tão Feliz         |
| 2016 | "Tão Feliz"                                     | 1                | Acústico Tão Feliz         |
| 2016 | "Solteiro Apaixonado"                           | 1                | Acredite                   |
| 2017 | "Eu Era"                                        | 1                | Acredite                   |
| 2017 | "Mais Um Ano Juntos"                            | 4                | Acredite                   |
| 2018 | "Cancela o Sentimento" (part. Marília Mendonça) | 3                | 10 Anos - Ao Vivo          |
| 2018 | "Siga a Seta" (part. Matheus & Kauan)           | 4                | 10 Anos - Ao Vivo          |
| 2019 | "Tonelada de Solidão" (part. Ferrugem)          | 5                | 10 Anos - Ao Vivo          |
| 2019 | "Não Planeje Nada"                              | 3                | Presente                   |
| 2020 | "@Isa"                                          | 14               | Cumpra-se                  |
| 2020 | "Certo e Duvidoso" (part. Gaab)                 |                  | Cumpra-se                  |

#### Singlespromocionais
| Ano  | Single                      | Álbum                      |
| ---- | --------------------------- | -------------------------- |
| 2009 | "Como Um Beijo (Heaven)"    | —                          |
| 2010 | "Tô no Buteco"              | Nosso Lugar                |
| 2011 | "Cartas"                    | Sem Me Controlar - Ao Vivo |
| 2011 | "Fique Com Meu Travesseiro" | Sem Me Controlar - Ao Vivo |
| 2012 | "3, 2, 1"                   | Cores                      |
| 2012 | "Saudade (Amor de Deus)"    | Cores                      |
| 2015 | "Queda Livre"               | Acústico Tão Feliz         |
| 2017 | "Disk Amor"                 | Acredite                   |
| 2017 | "O Palhaço"                 | Acredite                   |
| 2018 | "Troca de Favor"            | 10 Anos - Ao Vivo          |
| 2018 | "100% Nem Aí"               | 10 Anos - Ao Vivo          |

#### Outras aparições
| Ano  | Título                       | Artista                 | Álbum                    |
| ---- | ---------------------------- | ----------------------- | ------------------------ |
| 2011 | "Apocalipse"                 | Thaeme & Thiago         | Thaeme & Thiago          |
| 2012 | "Esperando na Janela"        | Frank Aguiar            | 20 Anos                  |
| 2014 | "Linguagem dos Beijos"       | Lauana Prado            | Mayara Prado             |
| 2015 | "Fica Suave"                 | Lucas Lucco             | Adivinha                 |
| 2016 | "Teu Lugar"                  | Tânia Mara              | Pra Rua                  |
| 2016 | "Se Depender de Mim"         | Breno & Caio Cesar      | #JuntosComBCC            |
| 2016 | "Primeiro Amor"              | Malta                   | Indestrutível            |
| 2017 | "Perturbado"                 | Péricles                | Deserto da Ilusão        |
| 2017 | "Sunday Morning"             | Chris Weaver Band       | Live in Brazil           |
| 2017 | "He-Man"                     | Vários artistas         | Carrossel de Esperança   |
| 2017 | "As Duas Cidades"            | Vários artistas         | Versos da Alma           |
| 2017 | "Tô Com Saudade (Teu Olhar)" | Harmonia do Samba       | Ao Vivo em Brasília      |
| 2018 | "Gosto de Ressaca"           | Pablo                   | Pablo & Amigos no Boteco |
| 2018 | "Flashback"                  | Ferrugem                | Prazer, Eu Sou Ferrugem  |
| 2018 | "Ninguém Explica Deus"       | Analaga                 | —                        |
| 2018 | "Página de Amigos"           | Vários artistas         | Coração de Cowboy        |
| 2018 | "Sábado à Noite"             | Carreiro & Capataz      | Lado B Vol. 2            |
| 2018 | "Coração de Cabaré"          | Day & Lara              | Traços                   |
| 2019 | "Lugar Diferente"            | Maria Cecília & Rodolfo | De Portas Abertas        |

## Prêmios e indicações
| Ano  | Prêmio    | Categoria  | Trabalho           | Resultado | Ref.   |
| ---- | --------- | ---------- | ------------------ | --------- | ------ |
| 2014 | Prêmio F5 | Hit do Ano | "Domingo de Manhã" | Indicado  | [ 12 ] |

## Internet
| Ano  | Título                            | Papel/função | Nota               |
| ---- | --------------------------------- | ------------ | ------------------ |
| 2020 | #Arena Brahma (com Rafa Kalimann) | Apresentador | Programa sertanejo |